# 出戶濱站
出戶濱站（日语：／ Detohama eki */?）是位於日本秋田縣潟上市，屬於東日本旅客鐵道（JR東日本）的男鹿線車站。此站是由土崎站管理的無人車站。

## 車站構造

### 站房

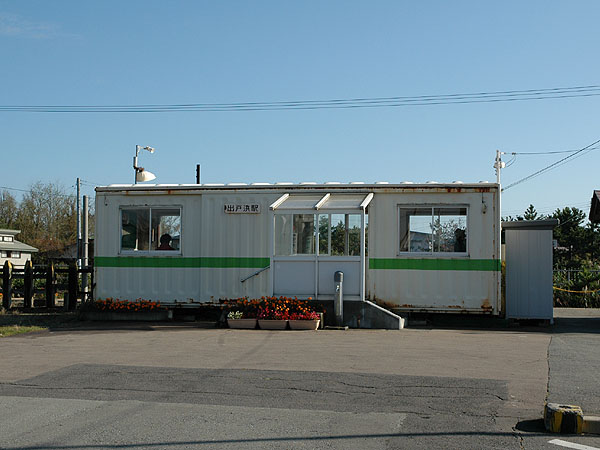
以舊貨車車廂改建而成的第二代簡易站房（2005年）。

現時使用中為第三代站房，建於2006年，屬於簡易車站式站房，由於早於1970年便成為了無人車站，因此並不需要面積過大的站房，而上一代站房，其實只是把舊的貨物車廂改裝而成，使用年期不長，因此興建了一座單層以鋼架及組合板所搭成的站房一座。
玄關前設有無障礙斜度，亦設有簡易式上蓋及膠板屏風站內設有一部簡易式自動售票機及兩張三座位的塑膠候車長櫈，穿過開放式閘口後便到達月台範圍。
而站房外右側則設有一座獨立洗手間，設有男獨立洗手間、男、女及傷殘共用式洗手間各一間。而站房外左側則設有收納打掃用品的儲物櫃一個。

### 月台
原設有側式月台2座，但因頻率不高，舊上行月台被棄用，現時只使用原下行的一邊月台，列車不可以交換。列車到站時，往男鹿方向為左側上落、往秋田方向為右側上落。
| 路線    | 方向 | 目的地   |
| ------- | ---- | -------- |
| ■男鹿線 | 上行 | 秋田方向 |
| ■男鹿線 | 下行 | 男鹿方向 |

## 歷史
- 1950年7月25日：國鐵於南秋田郡天王村（日语：天王町）開設出戶臨時乘降場[3]，當時車站設有販賣車票。
- 1951年12月25日：升級至車站，名為出戶濱站[1]。
- 1970年10月1日：成為無人車站[2]。
- 1985年6月：第一代車站大樓因殘舊損壞而遭拆卸，改設置以舊貨車車廂改裝而成的站房[4]。
- 1987年4月1日：隨國鐵分割民營化，車站由東日本旅客鐵道（JR東日本）營運。
- 2006年2月：新車站大樓落成啟用。
- 2010年4月1日：管理站由追分站改為土崎站。
- 2023年5月27日：男鹿線全線均可以使用「Suica」[5][6]。

## 車站周邊
- 出戶濱海灘[4]
- 出戶濱簡易郵局
- 潟上市立出戶小學 出戶幼稚園
- 北日本汽車學校
- 秋田縣道123號出戶濱停車場出戶濱線（日语：秋田県道123号出戸浜停車場出戸浜線）
- 秋田縣道56號秋田天王線（日语：秋田県道56号秋田天王線）

## 相鄰車站
東日本旅客鐵道
■男鹿線
追分－出戶濱－上二田

## 注腳
1. 1 2  日本《官報》第7487號「日本國有鐵道公示第349号」，大蔵省印刷局：1951年12月21日，第441頁。
2. 1 2  「無人駅 男鹿線出戸浜駅」，秋田魁新報（夕刊），1975年11月21日，第3頁。
3. ↑  讀賣新聞昭和25年7月25日秋田版
4. 1 2  “出戸浜駅 貨車改造のリサイクル駅舎（フォト秋田 駅：28）”，朝日新聞（朝刊），東京地方版／秋田。
5. ↑   (PDF) (新闻稿). 東日本旅客鉄道盛岡支社・秋田支社. 2022-12-12  [2022-12-12]. （原始内容 (PDF)存档于2022-12-12） （日语）.
6. ↑   (PDF) (新闻稿). 東日本旅客鉄道. 2021-04-06  [2021-04-06]. （原始内容 (PDF)存档于2021-04-06） （日语）.

## 外部連結
- 車站資訊（出戶濱）：東日本旅客鐵道（日語）